# Gebroken Cirkel (Yde)
Gebroken Cirkel is een land art-project ten zuiden van Yde, een dorp in de Drentse gemeente Tynaarlo.

## Beschrijving

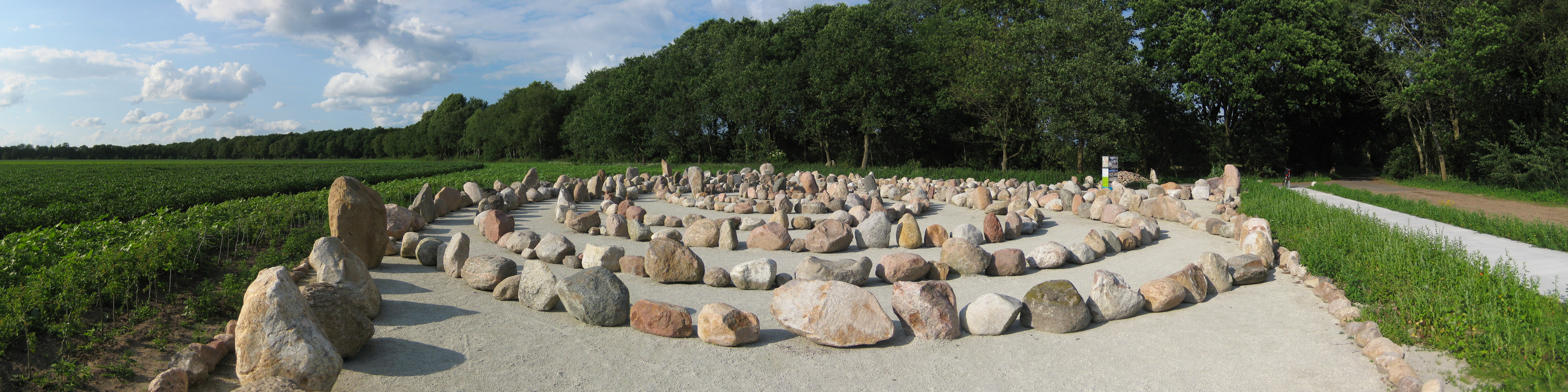
Het labyrint van zwerfkeien dat deel uitmaakt van Gebroken Cirkel (2011)

Het werk, dat in 2010 werd onthuld, is ontworpen door de Groninger kunstenaar Derk den Boer (1954) en herinnert aan de vindplaats van het meisje van Yde, een veenlijk dat in 1897 door arbeiders in het nabije Stijfveen werd aangetroffen. Het bestaat uit een gebroken cirkel, die is aangelegd in zowel akkerland, het stroomdallandschap van de Runsloot en een jong stukje bos. Een boomvormig labyrint in het noordwestelijke kwadrant van de cirkel, vervaardigd van ruim 600 her en der uit de gemeente Tynaarlo afkomstige veldkeien, is het meest opvallende onderdeel van het project. In het midden van dit doolhof is een zwerfsteen geplaatst, die door Den Boer als "de ziel van het kunstwerk" wordt beschouwd en waarop drie elementen in de kleuren blauw, groen en rood zijn aangebracht. Met het project heeft de kunstenaar "een moment van bezinning en reflectie" willen creëren, waardoor "je voelt wat er op deze plaats is gebeurd".
In oktober 2015 werd een glasplaat die deel uitmaakt van het monument door onbekenden vernield. De schade bedroeg 4000 euro.